# 奥斯卡·德佩莱格林
奥斯卡·德佩莱格林（義大利語：Oscar De Pellegrin，1963年5月17日—），意大利男子射箭、射击运动员。他曾代表意大利参加1992年、1996年、2000年、2008年和2012年夏季残疾人奥林匹克运动会，获得二枚金牌和四枚铜牌。